# Cantone di Jaligny-sur-Besbre
Il Cantone di Jaligny-sur-Besbre era una divisione amministrativa dell'arrondissement di Vichy.
A seguito della riforma approvata con decreto del 27 febbraio 2014, che ha avuto attuazione dopo le elezioni dipartimentali del 2015, è stato soppresso.

## Composizione
Comprendeva 12 comuni:
- Bert
- Châtelperron
- Chavroches
- Cindré
- Jaligny-sur-Besbre
- Liernolles
- Saint-Léon
- Sorbier
- Thionne
- Treteau
- Trézelles
- Varennes-sur-Tèche